# Taiwan Action影片計畫

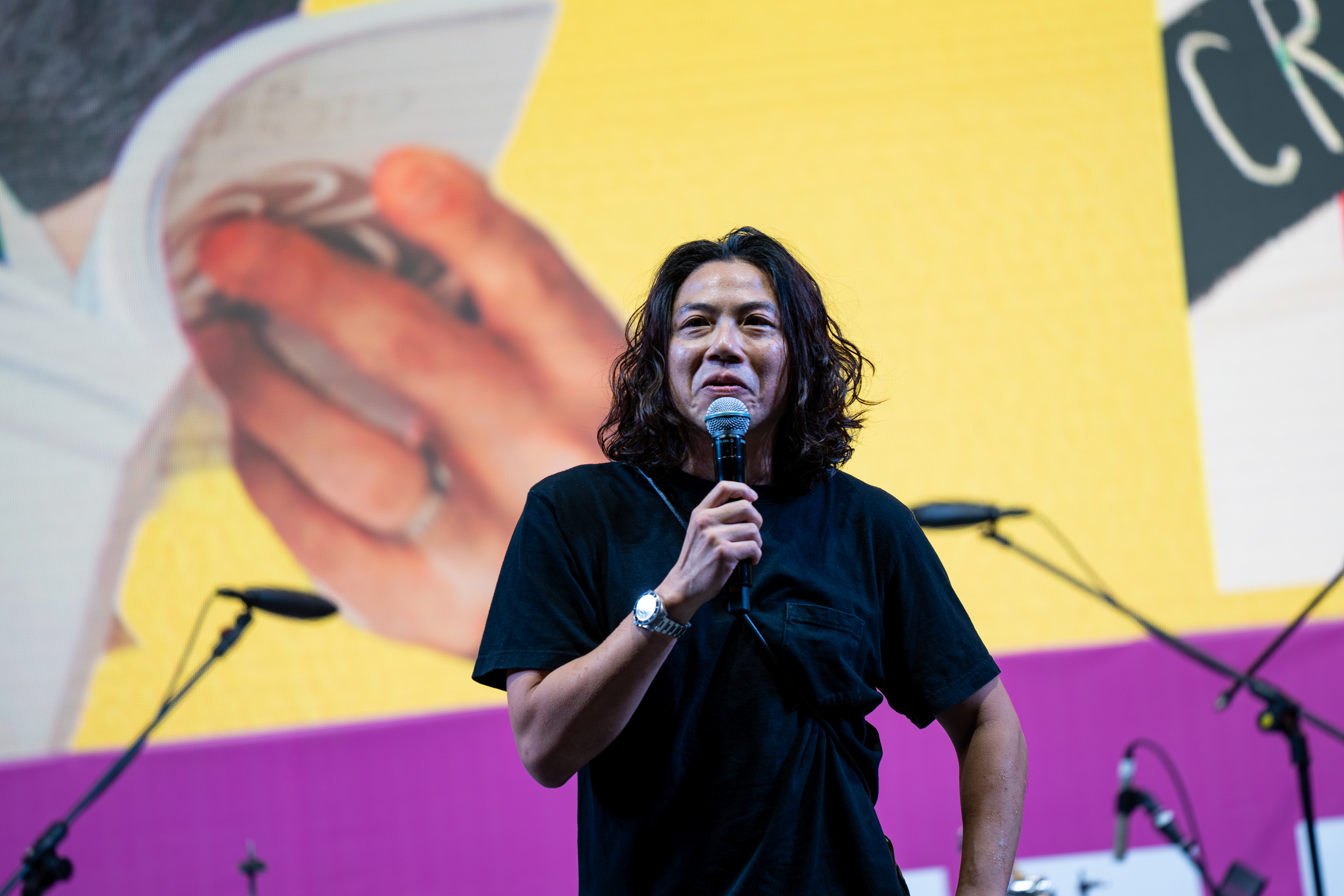
盧建彰

Taiwan Action影片計畫，又稱Taiwan Action公民罷免影片計畫，是2025年3月由金馬獎導演楊力州等台灣影視工作者發起的公民行動，旨在透過製作一系列影片來聲援及支持公民發起的罷免運動。
首支宣傳片於2025年3月13日推出，由廣告導演盧建彰執導。計畫預計製作至少6至8部短片，影片形式包含劇情、廣告、紀錄片、動畫及布袋戲等。片中無固定主角，每支影片由不同導演主導創意，使各類觀眾更容易產生共鳴。
計畫強調其「去中心化」的理念，除了在影視工作者的個人平台發布外，也將影片素材會打包放在雲端資料夾，供民眾自行下載轉發。該行動的目標是吸引更多中間選民進行理性思考，並相信人民擁有判斷的能力。計畫參與者表示，這是「對事不對人」的行動。

## 背景
2025年3月初，立法院中執政的「藍白聯盟」（國民黨與民眾黨）立委以優勢人數封殺了行政院重新提案的114年（2025年）度中央預算與財劃法修正案，對其預算進行大幅刪減或凍結，創下刪減金額最高紀錄，引發了部分民眾與影視界的不滿。行政部門與多方批評此舉造成國安與民生危機，並指責藍白立委違背民意。對此社會各界不滿聲浪高漲，全台進入「大罷免」氛圍。倡議者們認為，人民高於政黨，這場行動也彰顯了民間對權力制衡與民主監督的訴求。

### 組織與資金來源
參與該計畫的人士來自台灣影視圈，涵蓋導演、編劇、攝影、演員、製作人等各領域的專業人士，其中包括多位金馬獎、金鐘獎、金曲獎得主。官方說明強調所有參與者均為志願投入，無領取報酬，且影片製作過程沒有任何政黨資金介入，所需器材與人力皆由個人或團隊自籌。楊力州指出，為尊重志願者專業，每位導演對影片內容擁有創作自由，在「去中心化的集體行動」中沒有明星，只有熱愛台灣的公民。

## 劇集
Taiwan Action影片計畫預計製作至少6至8部短片，涵蓋劇情、廣告、紀錄片動畫及布袋戲等不同形式。目前已發布多部影片，包括：
| 集數 | 片名           | 導演   | 上架日期      |
| ---- | -------------- | ------ | ------------- |
| 1    | 倒垃圾篇       | 盧建彰 | 2025年3月13日 |
| 2    | 每日一字篇     | 朱詩鈺 | 2025年3月19日 |
| 3    | 倒數計時篇     | 朱詩鈺 | 2025年3月27日 |
| 4    | 藍營後代獻聲篇 | 楊力州 | 2025年4月2日  |
| 5    | 長照不能凍     | 陳世杰 | 2025年4月9日  |
| 6    | 電蚊拍篇       | 陳文彬 | 2025年4月16日 |
| 7    | 安太歲篇       | 陳文彬 | 2025年4月22日 |
| 8    | 點掉壞痣篇     | 黃信堯 | 2025年4月25日 |
| 9    | 租金補貼篇     | 易智言 | 2025年4月28日 |
| 10   | 台灣女人篇     | 朱詩倩 | 2025年4月30日 |
| 11   | 做功課篇       | 王小棣 | 2025年5月2日  |
| 12   | 媽媽篇         | 王立安 | 2025年5月4日  |
| 13   | 摘器官篇       | 陳文彬 | 2025年5月5日  |
| 14   | 滾出我的理髮院 | 陳世杰 | 2025年6月24日 |

## 迴響與事件
Taiwan Action影片計畫推出後，其社群帳號在首支影片上架不到一天就傳出因惡意檢舉而被停權。發起人楊力州曾在社群留言接獲死亡威脅，已向警方報案，警方已鎖定對象進行偵辦。部分參與罷免行動的志工在各地也遭遇恐嚇、攻擊或辱罵。
國民黨立委謝龍介曾針對「點痣」影片回應，認為點掉「好痣」會帶來厄運纏身。同時，罷免行動也引發國民黨反制，期間曾發生國民黨「幽靈連署」（假連署，包含死亡連署）的爭議，各地檢調也因此啟動搜索行動，包括國民黨的新北、基隆、台中黨部。